# Final da Liga dos Campeões da UEFA de 2005–06
A Final da Liga dos Campeões da UEFA de 2005–06 foi disputada no Stade de France, em Paris, no dia 17 de maio de 2006, uma quarta-feira. Em campo, estavam decidindo o título as equipes do Barcelona, da Espanha, e do Arsenal, da Inglaterra.
Para chegar até a decisão, cada clube jogou um total de 12 partidas; o Barcelona foi o líder do seu grupo, e no caminho até a final eliminou Chelsea, da Inglaterra, Benfica, de Portugal, e Milan, da Itália. Já o Arsenal também liderou o seu grupo, e até a final eliminou o Real Madrid, da Espanha, a Juventus, da Itália, e nas semifinais passou pelo Villarreal, da Espanha.
Como o goleiro Jens Lehmann, do Arsenal, foi expulso logo no começo do jogo, a equipe inglesa jogou praticamente toda aquela final com um jogador a menos.

## Resumo da partida
O Barcelona foi a campo jogando num esquema 4-3-3, com Mark van Bommel e Edmílson se alinhando a Deco no meio-campo. Lionel Messi estava machucado e ainda muito jovem; o argentino sequer ficou no banco de reservas. O setor de ataque era comandado por Ronaldinho e Samuel Eto'o, ao passo que o sueco Henrik Larsson entraria em campo durante o segundo tempo para fazer a sua última partida pela equipe catalã.
O Arsenal foi a campo jogando num esquema 4-5-1, com Emmanuel Eboué substituindo Lauren, e Ashley Cole na lateral-esquerda, algo raro, pois naquela temporada, ele perdeu muitas partidas devido a lesão. O meio-campo tinha Gilberto Silva como volante e Cesc Fàbregas como principal armador. Thierry Henry foi a campo como único atacante, enquanto Fredrik Ljungberg buscava jogo pelas pontas.
Como as cores das camisas de ambos os times eram parecidas naquela temporada, o Arsenal foi a campo de amarelo, enquanto o Barcelona usava seu tradicional uniforme. O Arsenal dominou nos primeiros minutos de jogo, graças as investidas de Henry, mas Valdés mostrava-se em boa forma. Agora era o Barcelona quem atacava, comandado por Ronaldinho. Aos 18 minutos de jogo, o goleiro Jens Lehmann se tornou o primeiro jogador a ser expulso numa final da Liga dos Campeões, após uma interceptação violenta numa arrancada de Samuel Eto'o. A expulsão obrigou o treinador Arsène Wenger a retirar um jogador de linha, e Robert Pirés saiu para dar lugar ao goleiro reserva, Manuel Almunia. O gol que abriu o placar saiu nos últimos minutos da primeira etapa, mais precisamente aos 37 minutos, quando Sol Campbell escorou de cabeça num cruzamento de Henry. O Arsenal manteve a vantagem até o intervalo, e parecia apto a manter tal vantagem e até aumentá-la durante o segundo tempo.
Após o intervalo, o treinador Frank Rijkaard optou por substituir Edmílson, que havia se recuperado recentemente de lesão, e colocou Andrés Iniesta. Os primeiros minutos do segundo tempo não mostraram chances claras de gol, e aos 61 minutos Mark van Bommel saiu de campo para dar lugar ao sueco Henrik Larsson, como já foi citado. Dez minutos depois, Oleguer foi substituído pelo brasileiros Belletti. A reação do Barcelona demorou, mas aconteceu de forma muito rápida. Poucos minutos depois, aos 76, Eto'o faz jogada pela esquerda e finalizou com extrema precisão, empatando o jogo. Apenas cinco minutos depois, Belletti, que havia entrado há pouco tempo, faz tabela com Larsson e marcou o gol da virada. Não houve mais gols, e o jogo terminou em 2–1 para o Barcelona, que sagrou-se bicampeão europeu, chegando assim ao apogeu da geração de Ronaldinho, Eto'o e companhia.

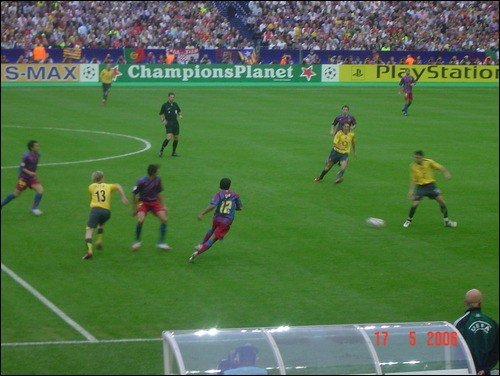
Jogo durante o primeiro tempo

### Detalhes da partida
| 17 de maio de 2006 | Barcelona                | 2 – 1 | Arsenal      | Stade de France, Paris               |
| 20:45 (UTC+2)      | Eto'o 76' · Belletti 81' |       | Campbell 37' | Público: 79 500 Árbitro: Terje Hauge |

| Barcelona | Arsenal |

| BARCELONA:     |    |                          |       |     |
|                |    |                          |       |     |
| G              | 1  | Víctor Valdés            |       |     |
| LD             | 23 | Oleguer                  | 69'   | 71' |
| Z              | 4  | Rafael Márquez           |       |     |
| Z              | 5  | Carles Puyol (c)         |       |     |
| LE             | 12 | Giovanni van Bronckhorst |       |     |
| V              | 15 | Edmílson                 |       | 46' |
| M              | 20 | Deco                     |       |     |
| M              | 17 | Mark van Bommel          |       | 61' |
| A              | 8  | Ludovic Giuly            |       |     |
| A              | 10 | Ronaldinho               |       |     |
| A              | 9  | Samuel Eto'o             |       |     |
| Reservas:      |    |                          |       |     |
| G              | 25 | Albert Jorquera          |       |     |
| LD             | 2  | Juliano Belletti         |       | 71' |
| LE             | 16 | Sylvinho                 |       |     |
| MC             | 3  | Thiago Motta             |       |     |
| MC             | 6  | Xavi                     |       |     |
| MC             | 24 | Andrés Iniesta           |       | 46' |
| A              | 7  | Henrik Larsson           | 90+3' | 61' |
| Treinador:     |    |                          |       |     |
| Frank Rijkaard |    |                          |       |     |

| ARSENAL:      |    |                    |                                   |     |
|               |    |                    |                                   |     |
| G             | 1  | Jens Lehmann       | Penalizado · Penalizado · Expulso |     |
| LD            | 27 | Emmanuel Eboué     | 22'                               |     |
| Z             | 28 | Kolo Touré         |                                   |     |
| Z             | 23 | Sol Campbell       |                                   |     |
| LE            | 3  | Ashley Cole        |                                   |     |
| MD            | 7  | Robert Pirès       |                                   | 18' |
| M             | 19 | Gilberto Silva     |                                   |     |
| M             | 15 | Cesc Fàbregas      |                                   | 74' |
| ME            | 13 | Aliaksandr Hleb    |                                   | 85' |
| MA            | 8  | Fredrik Ljungberg  |                                   |     |
| A             | 14 | Thierry Henry (c)  | 51'                               |     |
| Reservas:     |    |                    |                                   |     |
| GK            | 24 | Manuel Almunia     |                                   | 18' |
| DF            | 20 | Philippe Senderos  |                                   |     |
| DF            | 22 | Gaël Clichy        |                                   |     |
| MF            | 16 | Mathieu Flamini    |                                   | 74' |
| FW            | 9  | José Antonio Reyes |                                   | 85' |
| FW            | 10 | Dennis Bergkamp    |                                   |     |
| FW            | 11 | Robin van Persie   |                                   |     |
| Treinador:    |    |                    |                                   |     |
| Arsène Wenger |    |                    |                                   |     |

| Homem do Jogo: Ronaldinho Assistentes: Steinar Holvik Arild Sundet Quarto árbitro: Tom Henning Øvrebø |